# Morinosuke Kawaguchi
Morinosuke Kawaguchi (jap. 川口 盛之助 Kawaguchi Morinosuke; ur. 1 maja 1961 r. w Ashiya, w prefekturze Hyōgo) – japoński innowator, konsultant, prelegent, futurolog, pisarz i projektant.
Twórca i dyrektor Morinoske Co. Ltd. laboratorium kreatywnej twórczości w Tokio. Doradca rządowy oraz doradca organizacji międzynarodowych w kwestii innowacyjnych projektów związanych m.in. z telekomunikacją, elektroniką, przemysłem samochodowym.
Znany z innowacyjnego podejścia do tematyki japońskiej kultury i popkultury oraz prób praktycznego połączenia japońskiej estetyki wizualnej z nowoczesnymi technologiami. Autor związanych m.in. z tą tematyką książek: Megatrends 2014-2023 (2013), Made by Japan (2010), Geeky-Girly Innovation: A Japanese Subculturist’s Guide to Technology & Design (2007) za którą zdobył nagrodę Nikkei BP BizTech Book Award 2008.